# Ми смо смешна породица
„Ми смо смешна породица” је југословенска телевизијска серија снимљена 1981. године у продукцији ТВ Нови Сад.

## Епизоде
| Сезона | Епизода | Назив                                | Датум             |
| ------ | ------- | ------------------------------------ | ----------------- |
| 1      | 1       | Отмица деке и баке, али милом        | 5.новембра 1981.  |
| 1      | 2       | Чудан неки лопов, краде само папире  | 12.новембра 1981. |
| 1      | 3       | Цанетове невоље због лопова и других | 19.новембра 1981. |
| 1      | 4       | Бетонска ливада од траве на метар    | 26.новембра 1981. |
| 1      | 5       |                                      | 3.децембра 1981.  |
| 1      | 6       | Бели медведи на ражњу уместо прасица | 10.децембра 1981. |

## Улоге
| Глумац                     | Улога                     |
| -------------------------- | ------------------------- |
| Александар Курузовић       | Ервин (6 еп. 1981)        |
| Еуген Ференци              | Мајстор Чиле (5 еп. 1981) |
| Стеван Гардиновачки        | (5 еп. 1981)              |
| Иван Хајтл                 | (5 еп. 1981)              |
| Тома Курузовић             | Мајстор Цане (5 еп. 1981) |
| Драгољуб Милосављевић Гула | (5 еп. 1981)              |
| Лидија Плетл               | (5 еп. 1981)              |
| Симонида Рајчевић          | (5 еп. 1981)              |
| Добрила Шокица             | (5 еп. 1981)              |
| Зоран Стојиљковић          | (5 еп. 1981)              |
| Олга Војновић              | (5 еп. 1981)              |
| Милица Радаковић           | Розика (4 еп. 1981)       |
| Марина Рајчевић            | (4 еп. 1981)              |
| Драган Анастасијевић       | (Саша 5 еп. 1981)         |
| Ана Радаковић              | (1 еп. 1981)              |

Комплетна ТВ екипа ▼
| Редитељ    | Бранко Митић   | (5 еп. 1981) |
| Сценариста | Раде Обреновић | (5 еп. 1981) |